# الحضوي (ردمان)

تعديل مصدري - تعديل

الحضوي هي إحدى قرى عزلة قانية بمديرية ردمان التابعة لمحافظة البيضاء، بلغ تعداد سكانها 396 نسمة حسب تعداد اليمن لعام 2004.